# Square de la Marseillaise
Le square de la Marseillaise est un square du 19e arrondissement de Paris dans le quartier d'Amérique.

## Situation et accès
Le site est accessible par la rue de la Marseillaise et l'avenue de la Porte-Chaumont.
Il est desservi par la ligne 5 aux stations Porte de Pantin ou Hoche et par la ligne 3b du tramway d'Île-de-France à la station Porte de Pantin-Parc de la Villette.

## Origine du nom
Le square porte le nom de La Marseillaise, l'hymne national français composé en 1792 par Rouget de Lisle.

## Historique
Le square de la Marseillaise est ouvert en 1972 et donne dans la rue homonyme.